# António Lima Pereira
António Lima Pereira (1. února 1952, Póvoa de Varzim – 22. ledna 2022) byl portugalský fotbalista, obránce.

## Fotbalová kariéra
Na klubové úrovní hrál v portugalské lize za SC Varzim a FC Porto, nastoupil ve 226 ligových utkáních a dal 8 gólů. Kariéru končil ve druhé portugalské lize v týmu FC Maia. Byl členem portugalské reprezentace na Mistrovství Evropy ve fotbale 1984, nastoupil ve všech 4 utkáních. Za portugalskou reprezentaci nastoupil v letech 1981–1984 v 19 utkáních. S FC Porto vyhrál čtyřikrát portugalskou ligu a dvakrát Portugalský pohár. V Poháru mistrů evropských zemí nastoupil v 8 utkáních, v Poháru vítězů pohárů nastoupil ve 12 utkáních a v Poháru UEFA nastoupil ve 3 utkáních. V sezóně 1986/87 Pohár mistrů evropských zemí s FC Porto vyhrál. V Interkontinentálním poháru nastoupil v 1 utkání a v Superpoháru UEFA nastoupil ve 2 utkáních, v roce 1987 obě soutěže s FC Porto vyhrál.

## Ligová bilance
| Ročník                      | Zápasy | Góly | Klub      |
| --------------------------- | ------ | ---- | --------- |
| 1. portugalská liga 1976/77 | 16     | 0    | SC Varzim |
| 1. portugalská liga 1977/78 | 23     | 0    | SC Varzim |
| 1. portugalská liga 1978/79 | 9      | 1    | FC Porto  |
| 1. portugalská liga 1979/80 | 9      | 0    | FC Porto  |
| 1. portugalská liga 1980/81 | 26     | 1    | FC Porto  |
| 1. portugalská liga 1981/82 | 21     | 2    | FC Porto  |
| 1. portugalská liga 1982/83 | 15     | 1    | FC Porto  |
| 1. portugalská liga 1983/84 | 29     | 0    | FC Porto  |
| 1. portugalská liga 1984/85 | 27     | 1    | FC Porto  |
| 1. portugalská liga 1985/86 | 21     | 2    | FC Porto  |
| 1. portugalská liga 1986/87 | 11     | 0    | FC Porto  |
| 1. portugalská liga 1987/88 | 18     | 0    | FC Porto  |
| 1. portugalská liga 1988/89 | 1      | 0    | FC Porto  |
| 2. portugalská liga 1989/90 | 28     | 1    | FC Maia   |
| 2. portugalská liga 1990/91 | 9      | 1    | FC Maia   |
| CELKEM 1. portugalská liga  | 226    | 8    |           |